# Добджи-дзонг
Добджи-дзонг — фортеця (дзонг) в західній частині Бутану в гевогі Догар дзонгхагу Паро. Вважається першим дзонгом, зведеним у Бутані.

## Історія
Зведено у 1531 році ламою Нгавангом Чхог'ялом, що привів 100 теслярів й каменярів з монастиря Друк Ралунг. За легендою, Нгаванг пішов за струмком, що вийшов з-під місця колишньої медитації Міларепи в Ралунзі. Цей струмок привів до місця, де було зведено Добджи-дзонг. Дзонг було побудовано на скелі навпроти східної частини вузького яру річки Пачху-Вангчху. Пізніше дзонг і всі прибудови було зруйновано потужним землетрусом, окрім центральної вежі. Цей факт приписується тому, що у вежі зберігається статуя гуру Лангдарчена.
У XVII ст. Добджи-дзонг стає центром намісництва, де розташовувався пенлоп (губернатор), що здійснював нагляд та збір податків. Також опікувався обороною місцевості.
У 1976 році дзонг було відновлено й реконструйовано. З цього часу його перетворено на в'язницю.

## Опис
Розташовано перед долиною Хаа. Дзонг натепер являє типову конструкцію бутанських дзонгів. Основна будівля дзонга має 5 поверхів, є також святилища. Спочатку дзонг використовувався як один з основних центрів для пропаганди навчання секти Друкпа Каг'ю в Бутані. Нащадки Нгаванг Чхог'яла зберегли тісні культурні зв'язки з місцевим населенням і часто відвідували центр, щоб проповідувати ідеї Друкпа Каг'ю.
Сьогодні Добджи-дзонг є місцем розташування багатьох релігійних реліквій тибетського буддизму.